# Boigny-sur-Bionne
Boigny-sur-Bionne è un comune francese di 2 079 abitanti situato nel dipartimento del Loiret nella regione del Centro-Valle della Loira.
Fu per secoli famoso come sede del ramo francese dei Cavalieri di San Lazzaro, divenuto poi l'Ordine di San Lazzaro e di Nostra Signora del Monte Carmelo.

## Società

### Evoluzione demografica
Abitanti censiti